# Andrea Lorz
Andrea Lorz (* 1947 in Altenburg) ist eine deutsche Historikerin. Ihr Forschungsschwerpunkt beinhaltet die Geschichte der Juden in Leipzig.

## Leben
Lorz studierte Geschichte und Pädagogik in Leipzig und Berlin, 1981 wurde sie an der Akademie für Gesellschaftswissenschaften beim ZK der SED im Bereich Politikwissenschaften zur Rolle von Parteikollektiven in Industriekombinaten der DDR promoviert. Anschließend war sie bis zur Wende und friedlichen Revolution in der DDR als Wissenschaftliche Mitarbeiterin an der Universität Leipzig tätig. Nach Tätigkeiten mit dem Schwerpunkt Jüdische Geschichte Leipzigs im Verein PRO Leipzig e.V. und im Stadtgeschichtlichen Museum Leipzig arbeitete Andrea Lorz für mehrere Jahre in der Gedenkstätte für Zwangsarbeit in Leipzig, 2012 trat sie in den Ruhestand. Andrea Lorz lebt und arbeitet in Leipzig.

## Schriften (Auswahl)
- mit Thomas Nabert und Bernd Rüdiger: Hartmannsdorf. Eine historische und städtebauliche Studie. Pro Leipzig, Leipzig 1995, DNB 950279307.
- mit Bernd Rüdiger und Christiane Klaucke: Kleinzschocher. Eine historische und städtebauliche Studie. Pro Leipzig, Leipzig 1995, DNB 950279498.
- mit Bernd Rüdiger und Christiane Klaucke: Knauthain. Eine historische und städtebauliche Studie. Pro Leipzig, Leipzig 1995, DNB 950282162.
- mit Bernd Rüdiger und Christiane Klaucke: Knautkleeberg. Eine historische und städtebauliche Studie. Pro Leipzig, Leipzig 1995, DNB 950279242.
- mit Bernd Rüdiger und Christiane Klaucke: Schleussig. Eine historische und städtebauliche Studie. Pro Leipzig, Leipzig 1995, DNB 950295108.
- Warenhaus Gebrüder Ury. In: Leipziger Blätter 27 (1995), ISSN 0232-7244, S. 84–88.
- Suchet der Stadt Bestes. Lebensbilder jüdischer Unternehmer aus Leipzig. Pro Leipzig, Leipzig 1996, ISBN 978-3-00-000597-8.
- Die Leipziger Familie Bamberger und ihr Konfektionshaus Bamberger & Hertz. In: Leipziger Blätter 31 (1997), S. 36–39.
- Die Gebrüder Held. Eine Leipziger Kaufmannsfamilie. In: Leipziger Blätter 32 (1997), S. 31–34.
- Die Verlagsbuchhandlung M. W. Kaufmann in Leipzig. Firmengeschichte einer der ältesten jüdischen Buchhandlungen Deutschlands und Lebensschicksale ihrer Besitzer. In: Leipziger Jahrbuch zur Buchgeschichte 7 (1997), ISSN 0940-1954, S. 107–168.
- „Strebe vorwärts“. Lebensbilder jüdischer Unternehmer in Leipzig. Passage-Verlag, Leipzig 1999, ISBN 978-3-932900-19-8.
- „Wirtschaft ist nicht Privatsache, sondern Verantwortung“. Das innovative Wirken Leipziger jüdischer Unternehmer auf dem Gebiet des Handels – dargestellt an ausgewählten Beispielen. In: Hartmut Zwahr (Hrsg.): Leipzig, Mitteldeutschland und Europa. Sax-Verlag, Beucha 2000, ISBN 3-934544-05-3, S. 157–170.
- Ein Haus ist emporgewachsen. Aus der Geschichte der „Blechbüchse“. In: Leipziger Blätter 40 (2002), S. 28–30.
- Schuhhaus H. Nordheimer. Passage-Verlag, Leipzig 2002, ISBN 978-3-932900-71-6.
- „Schuhwaren-Etablissement H. Nordheimer Leipzig, Petersstrassen- und Schlossgassen-Ecke“. Aus der Geschichte einer Leipziger Familie und ihres Unternehmens. In: Leipziger Blätter 41 (2002), S. 44–47.
- Die Erinnerung soll zum Guten gereichen. Aus dem Leben und zu den Leistungen Leipziger jüdischer Ärzte. Eine Spurensuche. Passage-Verlag, Leipzig 2005, ISBN 978-3-938543-08-5.
- Als Zivilcourage Heldentum war. In: Leipziger Blätter 49 (2006), S. 82 f.
- Existenzvernichtung und „Arisierung“ im Einzelhandel und im Gesundheitswesen. In: Monika Gibas (Hrsg.): „Arisierung“ in Leipzig. Annäherung an ein lange verdängtes Kapitel der Stadtgeschichte der Jahre 1933 bis 1945 (= Geschichte – Kommunikation – Gesellschaft. Band 5). Leipziger Universitätsverlag, Leipzig 2007, ISBN 978-3-86583-142-2, S. 52–71.
- Ein Leben für die Wahrheit. Margarete Blank. Passage-Verlag, Leipzig 2008, ISBN 978-3-938543-57-3.
- Ein Stolperstein zum Gedenken an Dr. med. Otto Michael. In: Ärzteblatt Sachsen 20 (2009), ISSN 0938-8478, S. 80 f.
- Dr. Margarethe Blank. In: Ärzteblatt Sachsen 21 (2010), S. 79–81.
- Dr. med. Raphael Chamizer. Arzt, Literat, Bildhauer. In: Ärzteblatt Sachsen 22 (2011), S. 76–78.
- "Laß' im Leidenden stets mich nur den Menschen sehen". zum Credo und Lebenswerk von Dr. med. Otto Michael (1876–1944). In: Medaon. Magazin für Jüdisches Leben in Forschung und Bildung 6 (2012), Nr. 11, ISSN 1866-069X, S. 1–17 (Online, abgerufen am 16. Mai 2023).
- "Es ist ein soziales Werk". Die ehemaligen Schußheimschen Wohn- und Altersheime in Wahren. In: Leipziger Blätter 60 (2012), S. 80–82.
- Das „Eitingon“. Fragmente seiner kurzen Geschichte 1928 bis 1943. In: Leipziger Blätter 62 (2013), S. 39–41.
- Aus dem Leben und Wirken von Dr. med. Eduard Blumberg. 1895 – 1987. In: Ärzteblatt Sachsen 24 (2013), S. 458–462.
- Zum Credo und Lebenswerk von Dr. med. Otto Michael. 1876 – 1944. In: Ärzteblatt Sachsen 24 (2013), S. 477–479.
- Biografische Fragmente von Dr. med. Berthold Seckelsohn. 1864 – 1943. In: Ärzteblatt Sachsen 24 (2013), S. 483–485.
- 85 Jahre Israelisches Krankenhaus-Eitingonstiftung. In: Ärzteblatt Sachsen 24 (2013), S. 495–497.
- Vom „Kaufhaus Held“ zum „Künstlerhaus Held“? Aus Külsheim nach Leipzig. In: Leipziger Blätter 64 (2014), S. 13–15.
- Beruf und Berufung. Über den Leipziger Arzt und Künstler Raphael Chamizer. In: Leipziger Blätter 69 (2016), S. 54 f.
- mit Bernd-Lutz Lange: Jüdische Spuren in Leipzig. 2., überarb. Auflage. Passage-Verlag, Leipzig 2016, ISBN 978-3-95415-045-8
- Damit sie nicht vergessen werden! Eine Spurensuche zum Leben und Wirken jüdischer Ärzte in Leipzig. Passage-Verlag, Leipzig 2017, ISBN 978-3-95415-047-2.
- „Zu irgendwelchen Entschädigungsleistungen nicht in der Lage“. Über Ereignisse in und nach der Pogromnacht vom 9. zum 10. November 1938 in Leipzig. In: Leipziger Blätter 73 (2018), S. 26–28.
- Was ist geblieben? Eine Spurensuche zum Leben und Wirken der Leipziger Ärzte Dr. med. Edgar Alexander, Dr. med. Richard Hirschfeld, Dr. med. Moses Michel Walltuch. Passage-Verlag, Leipzig 2019, ISBN 978-3-95415-091-5.
- mit Sven Trautmann und Gabriele Goldfuss: Eva Wechsberg. Das Jahrhundertleben einer jüdischen Leipzigerin (= Jüdische Miniaturen. Band 268). Hentrich & Hentrich, Leipzig 2021, ISBN 978-3-95565-429-0.
- mit Anselm Hartinger und Johanna Sänger (Hrsg.): Uns eint die Liebe zum Buch. Jüdische Verleger in Leipzig 1815-1938. Hentrich & Hentrich, Leipzig 2021, ISBN 978-3-95565-460-3.
- mit Sven Trautmann und Gabriele Goldfuss: Channa Gildoni. Vorsitzende des Verbands ehemaliger Leipziger in Israel (= Jüdische Miniaturen. Band 299). Hentrich & Hentrich, Leipzig 2022, ISBN 978-3-95565-546-4.
- Rosalie Ruscha Cohn. Eine Leipziger Überlebensgeschichte (= Jüdische Miniaturen. Band 320). Hentrich & Hentrich, Leipzig 2024, ISBN 978-3-95565-654-6.